# Lara Melda Ömeroğlu
Lara Melda Ömeroğlu, (Londres, 16 de desembre de 1993) també coneguda com a Lara Melda és una pianista turca. Nascuda de pares turcs a Londres, Lara Melda va guanyar un concurs de piano de la BBC. Va ser artista del any 2015 en la categoria belles arts dels Premis Dona Avon a Turquia.

## Primers anys i educació
Lara Melda va néixer a Londres, Regne Unit, en el si d'una família d'immigrants turcs. Va començar a tocar el piano als sis anys, gràcies a què la seva germana, Melis Ömeroğlu, la va inspirar per a començar.
Melda va fer classes de piano amb Emily Jeffrey, i als 18 anys va començar els seus estudis amb Ian Jones. Melda va estudiar a The Purcell School per a joves músics del 2008 al 2011. Per a treure's la seva llicenciatura en música va anar al Royal College of Music, al Queen Elizabeth Queen Mother Scholar, i es va graduar amb una matrícula d'honor de primera classe el 2016. Lara Melda també és una reputada tocadora de viola i interpreta música de cambra tant en aquest instrument com amb el piano. El 2015 va ser becària titular de l'Imogen Cooper Music Trust.

## Carrera professional

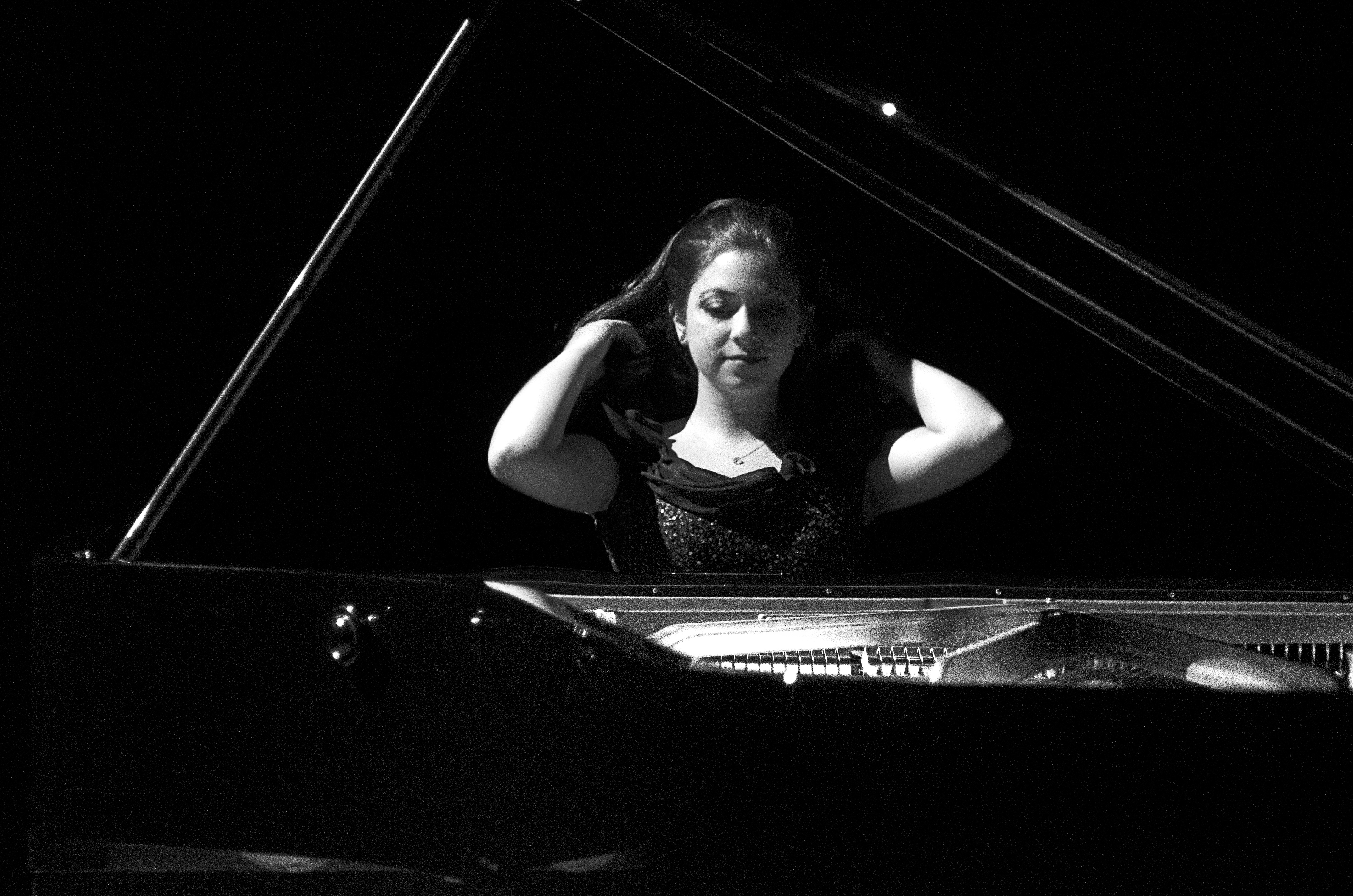
Lara Melda durant un recital al Zorlu Center PSM, d'Istanbul.

Melda va realitzar el seu concert de debut a l'edat de 8 anys i als 12 anys va debutar en un concert orquestral, on va tocar el Concert per a piano de Mozart en D menor K466 i el Concert per a piano en A major K414. El 2009 va ser finalista del Concurs Internacional de Piano Franz Liszt de Weimar, Alemanya. Melda va assolir fama internacional el 2010 quan va guanyar la BBC Young Musician of the Year quan comptava amb tan sols setze anys, interpretant el Concert per a piano No. 2 de Saint-Saëns a la ronda final, amb Vasily Petrenko i l'Orquestra Nacional de la BBC de Gal·les a Cardiff. La competició va tenir un seguiment internacional gràcies a les emissions televisades i radiades de la BBC. Des de llavors, amb l'Orquestra Nacional de Gal·les de la BBC també ha interpretat el Concert per a piano de Mozart núm. 20, així com el Concert per a piano No. 3 de Beethoven.
La tardor del 2013, Melda va debutar al Barbican Centre de Londres i també amb la Britten Sinfonia en la representació del Young Apollo de Britten amb Paul Daniel. Entre les actuacions anteriors a aquest concert s'inclouen Rakhmàninov amb la Royal Northern Sinfonia i Kirill Karabits dirigint, Mozart amb l'orquestra Aurora i Nicholas Collon (al Kings Place), el concert per a piano de Grieg amb l'English Sinfonia (al St John's, Smith Square), Ludwig van Beethoven amb l'Orquestra Simfònica de Nova Zelanda. Ha interpretat també recitals a Laeiszhalle (Hamburg), les Sommets Musicaux a Gstaad, Suïssa, el Mecklenburg-Vorpommern Festival a Alemanya i actua sovint al Wigmore Hall de Londres.
Melda actua regularment a Turquia. Hi va debutar al Festival Internacional de Música (IKSV) d'Istanbul el juny de 2011, interpretant el concert de Grieg amb la Filarmònica de Borusan. Ha actuat en diferents recitals de piano a Istanbul, al Festival de piano d'Antalya i a la Universitat Boğaziçi. El 24 de març de 2012, va rebre el prestigiós premi 'Young Artist' de la Kadir Has University d'Istanbul, i el 2016 la van guardonar amb el premi 'Woman of the Year Arts Award' que dona la Elele-Avon Women Awards. Melda va acceptar el premi en nom de les dones turques que veuen limitada la seva presència pública i per a aquelles que no se'ls han donat les oportunitats que ella sí que ha tingut la sort de rebre.
Melda és especialment coneguda i elogiada per les seves interpretacions de Chopin. Una actuació on va interpretar la segona sonata de Chopin va provocar aquesta revisió: "Sens dubte, una de les actuacions més destacades de la peça que he escoltat, ha evocat el seu anhel, energia, soledat, lirisme, fúria i valentia amb una precisió sorprenent i una capacitat tècnica i sentiment immens i perceptiu".